# Імам-баялди
Іма́м-баялди́ (тур. İmambayıldı, «імам байилди» — дослівно «імам знепритомнів») — страва кримськотатарської,  турецької, болгарської, а також деяких інших національних кухонь балканського регіону.
Являє собою половинки баклажанів, фаршировані тушкованими на оливковій олії помідорами, цибулею і часником. Склад начинки може незначно змінюватися, але вона, як правило, залишається овочевою. Під дещо спотвореною назвою імам-баялди широко відома в Болгарії, Ізраїлі, Північній Македонії, Греції, Албанії й арабському світі. Подібна страва популярна й в Ірані, хоча в місцевому рецепті до начинки можуть додаватись інші овочі й трави. У Болгарії цю страву консервують на зиму в банках.

## Походження назви
Назва, ймовірно, походить з легенди про турецькому імама, який знепритомнів від аромату, коли його дружина подарувала йому цю страву. Інші версії розповідають веселу історію, що він знепритомнів, почувши вартість складників або кількість олії, необхідної для приготування цієї страви.
Також у народній казці розповідається, як один імам одружився з дочкою торговця оливковою олією. Її посаг складався з дванадцяти банок найкращої оливкової олії, з якої вона кожен вечір готувала йому страву з баклажанів з помідорами та цибулею. Але на тринадцятий день на столі страви не виявилося. І коли імаму повідомили, що оливкової олії більше немає, він знепритомнів.